# Madagascar (film)
Madagascar is een Amerikaanse computeranimatiefilm van DreamWorks Animation die op 27 mei 2005 in première ging. Het verhaal gaat over een aantal dierentuininwoners die proberen te ontsnappen en een bestaan gaan opbouwen op het Afrikaanse eiland Madagaskar. De Engelse stemmen zijn ingesproken door Ben Stiller, Jada Pinkett Smith, Chris Rock en David Schwimmer. Ook Andy Richter, Bob Saget, Sacha Baron Cohen (Ali G) en Cedric the Entertainer laten zich horen in deze film.
Madagascar is de zoveelste computeranimatiefilm over dieren in korte tijd. De film werd echter een groot succes. Madagascar was wereldwijd de op vijf na succesvolste film van het jaar met een opbrengst van ruim een half miljard dollar. Concurrent Pixar maakte in 2005 geen grote animatiefilm, een groot voordeel. In 2004, toen DreamWorks het tweede deel van Shrek uitbracht, was er wel grote concurrentie door de première van The Incredibles. Shrek 2 werd uiteindelijk het grote kassucces van 2004, terwijl The Incredibles het wat minder deed.
Madagascar wordt vaak vergeleken met de Disney-film The Wild uit 2006. Die film, met Kiefer Sutherland als leeuw, deed het stukken slechter, hoewel het geen flop was.
De dvd van Madagascar verscheen op 15 november 2005, inclusief een korte animatiefilm, genaamd The Madagascar Penguins in a Christmas Caper. Die korte animatiefilm werd ook in de bioscopen vertoond voorafgaand aan andere films.

## Verhaal
Marty de zebra, Alex de leeuw, Gloria het nijlpaard en Melman de giraffe wonen in de Central Park Zoo in New York. Daar treden ze op voor de bezoekers, en met name Alex is de grote ster. Marty krijgt na zijn 10e verjaardag een midlifecrisis en wil ontsnappen om in het wild te leven.
Op een nacht ontsnapt Marty samen met twee chimpansees en vier pinguïns. Alex wil nu ook ontsnappen - samen met Gloria en Melman - om hem terug te halen. Alex vindt zelf de dierentuin namelijk geweldig en is bang dat Marty domme dingen gaat doen waardoor ze misschien wel allemaal overgeplaatst worden. De mensen raken in paniek en de dieren worden verdoofd en gevangen. Terwijl de dieren verdoofd zijn oefenen dierenbeschermingsorganisaties en demonstranten, die vinden dat de dieren in het wild thuishoren, druk uit op de dierentuin en het stadsbestuur. Men zwicht en stuurt de dieren terug naar Afrika.
Ze worden nu gevangengenomen en opgesloten in houten kisten die worden meegenomen door een vrachtschip. Onderweg vallen de kisten van het schip af en spoelen ze aan op het eiland Madagaskar. Daar maken ze kennis met een kolonie lemuren onder leiding van Koning Julien XIII (Sacha Baron Cohen) die hen verwelkomt. Deze kolonie wordt namelijk belaagd door fossa's, die schrikken van Alex en zijn angstwekkende brul.
Er ontstaan echter een aantal problemen op het eiland wanneer Alex voor het eerst in zijn leven echte honger krijgt. In de dierentuin kreeg hij immers altijd vlees en dat is op Madagaskar slechts voorhanden indien hij andere dieren doodmaakt. Naarmate zijn honger toeneemt nemen zijn jachtinstincten het over, tot hij zichzelf niet meer kan beheersen. Julien XIII verbant hem nu naar het fossagebied.
Het schip, door de pinguïns overmeesterd, keert terug. Gloria, Melman en Marty willen Alex waarschuwen maar worden aangevallen door de fossa. Alex schrikt de fossa af en doet alsof hij de andere dieren opeist als 'zijn prooi'. De pinguïns maken sushi voor hem klaar en Alex vindt dit zelfs beter smaken dan vlees. Alle katten houden immers van vis!
De film eindigt met Alex, Gloria, Marty en Melman die aan boord van het schip zijn gegaan voor de terugreis. Omdat de brandstof op is kunnen ze nergens naartoe. Maar dat hebben ze nog niet door..

## Rolverdeling
| Acteur                 | Personage        | Opmerkingen                                                |
| ---------------------- | ---------------- | ---------------------------------------------------------- |
| Ben Stiller            | Alex             | de leeuw                                                   |
| Chris Rock             | Marty            | de zebra                                                   |
| David Schwimmer        | Melman           | de giraffe                                                 |
| Jada Pinkett Smith     | Gloria           | het nijlpaard                                              |
| Sacha Baron Cohen      | King Julien XIII | een ringstaartmaki, de koning van de lemuren op Madagascar |
| Cedric the Entertainer | Maurice          | het vingerdier                                             |
| Andy Richter           | Mort             | een muismaki                                               |

### Nederlandse stemmen
| Acteur           | Personage          | Opmerkingen                                                |
| ---------------- | ------------------ | ---------------------------------------------------------- |
| Hans Somers      | Alex               | de leeuw                                                   |
| Rogier Komproe   | Marty              | de zebra                                                   |
| Fred Butter      | Melman             | de giraffe                                                 |
| Laura Vlasblom   | Gloria             | het nijlpaard                                              |
| John Jones       | Koning Julien XIII | een ringstaartmaki, de koning van de lemuren op Madagascar |
| Murth Mossel     | Maurice            | het vingerdier                                             |
| Dieter Jansen    | Mort               | een muismaki                                               |
| Frans Limburg    | Skipper            | leider van de Pinguïns                                     |
| Paul Klooté      | Kowalski           | slimste Pinguïn                                            |
| Huub Dikstaal    | Junior             | de jongste Pinguïn                                         |
| Bart Bosch       | Rico               | brakende Pinguïn                                           |
| Nelly Frijda     | Nana               | meppende vrouw in het station                              |
| Victor van Swaay | Mason              | de aap                                                     |

Overige - Sabela Olavide, Bart Fennis, Jurre Ording, Jonas Hornehoj, Pip Pellens, Alexandera Perk, Karin van As, Sandro van Breemen, Bert Marskamp, Leon Wiedijk en Barry Worsteling

### Vlaamse stemmen
| Acteur               | Personage | Opmerkingen   |
| -------------------- | --------- | ------------- |
| Michael Pas          | Alex      | de Leeuw      |
| Frank Dupuis         | Marty     | de Zebra      |
| Peter Van Gucht      | Melman    | de Giraffe    |
| Francesca Vanthielen | Gloria    | het Nijlpaard |

## Trivia
- Zowel Madonna, Jennifer Lopez als Gwen Stefani werden gezien als mogelijke stemacteurs voor Gloria het nijlpaard. Pas toen Jada Pinkett Smith liet weten geïnteresseerd te zijn, vielen zij af.
- In een van de oudste versies van het script was de bedoeling dat een groep dierenactivisten de dieren uit hun kooien bevrijdden.
- Leeuwen, zebra's, giraffes en nijlpaarden zijn in werkelijkheid niet te vinden in Central Park Zoo. Wel zijn er pinguïns.
- In de film is ook een parodie te zien van de openingsscène van de film Saturday Night Fever uit 1977, als Marty de zebra ontsnapt is uit de dierentuin en rondwandelt in New York. De vrouw die een zwart-witte streepjestrui aan heeft in de film, heeft dezelfde trui aan in de openingsscène van de film Saturday Night Fever.
- De film kreeg een spin-off: een televisieserie over de pinguïns getiteld De pinguïns van Madagascar.

## Muziek
De originele filmmuziek werd gecomponeerd door Hans Zimmer. Er werd ook een soundtrackalbum uitgebracht door Geffen Records. Naast de originele filmmuziek op het album, staat er ook popmuziek op die werd gebruikt in de film.
Belle Pérez zong met het nummer "Que Viva La Vida (Chiquitan)" speciaal voor de Nederlandse en Vlaamse versie van de film.